# محمد السرغيني
محمد علال السرغيني هو شاعر وناقد مغربي اجتماعي، طور قصيدته بالأسس و الركائز مما أضفى على الشعر رونقا وإحساسا في الألفاظ الحافلة بالرومانسية والصوفية.

## حياته
ولد محمد السرغيني بمدينة فاس سنة 1930م , دخل القرويين و تابع دراسته فيها و حصل على إجازة في الآداب من جامعة بغداد 1959 وعلى شهادة الأدب المقارن سنة 1963 من جامعة محمد الخامس بالرباط، وفي سنة 1970 أحرز على دكتوراه السلك الثالث كما حصل على دكتوراه الدولة من السوربون سنة 1985 , شغل وظيفة أستاذ مساعد بكلية الآداب بفاس 1963 وأستاذا محاضراً بنفس الكلية سنة 1970 ثم أستاذاً للتعليم العالي سنة 1985 , ثم شغل منصب نائب عميد كلية الآداب بفاس من 1986 إلى 1991, و يشتغل حاليا بكلية الآداب والعلوم الإنسانية بفاس.

## أعماله
يعد محمد السرغيني من الشعراء الذين ساهمو في إحياء القصيدة المغربية و بناء الشعر المغربي المعاصر . كتب في مجلة الأنيس العراقية باسم مستعار هو محمد نسيم، وفي المغرب كتب في مجلة التربية الوطنية و مجلة أقلام، كما شارك في العديد من المحافل والمهرجانات الثقافية الشعرية، اعتمد على الجرائد و المجلات في نشر بعض نصوصه الفنية.
من أعماله:
- محاضرات في السيميولوجيا
- صلاح ستيتية
- ويكون إحراق أسمائه الآتية
- بحار جبل قاف
- الكائن السبئي
- وجدتك في هذا الأرخبيل
- أغنية القطار الشبح
- من فعل هذا بجماجمكم؟

## جوائز
في سنة 2004 تم تكريمه بجائزة الأركانة العالمية